# 올빼미
올빼미(학명: Strix nivicolum, Himalayan owl)는 올빼미과 올빼미속에 딸린 야행성 맹금류의 일종이다. 히말라야에서 한국, 대만에 이르는 아시아 숲에 서식하는 올빼미이다. 때때로 황갈색올빼미의 아종으로 간주되지만 독특한 울음소리, 더 어두운 깃털, 짧고 막대가 있는 꼬리로 인해 해당 종과 구별된다.

## 참고 자료
- Rasmussen, P.C., and J.C. Anderton. 2005. Birds of South Asia. The Ripley guide. Volume 2: attributes and status. Smithsonian Institution and Lynx Edicions, Washington D.C. and Barcelona.